# Короленко, Иосиф Федосеевич
Иосиф Федосеевич Короленко (29 декабря 1902 года, село Березовка, ныне Бучанский район, Киевская область, Украина — 21 сентября 1978 года, Киев) — советский военный деятель, Генерал-майор артиллерии (1944 год).

## Начальная биография
Иосиф Федосеевич Короленко родился 29 декабря 1902 года в деревне Березовка ныне Кагарлыкского района Киевской области Украины.

## Военная служба

### Межвоенное время
В сентябре 1921 года был призван в ряды РККА и направлен на Краснодарские курсы по артиллерийскому отделу, после окончания которых в октябре 1923 года был назначен на должность командира взвода артиллерийского дивизиона 14-й стрелковой дивизии (Московский военный округ), а в марте 1925 года — на должность начальника разведки артиллерийского полка. В том же году вступил в ряды ВКП(б).
После окончания курсов усовершенствования командного состава зенитной артиллерии в Севастополе в мае 1926 года был назначен на должность начальника разведки 2-го зенитного артиллерийского полка (Украинский военный округ), в октябре 1927 года — на должность командира взвода и курсового командира Военной школы зенитной артиллерии в Севастополе, а в январе 1931 года — на должность командира учебной батареи 115-го артиллерийского полка (Ленинградский военный округ).
После окончания инженерного факультета Артиллерийской академии имени Ф. Э. Дзержинского в мае 1936 года был назначен на должность командира отдельного дивизиона ПВО (Забайкальский военный округ), в мае 1938 года — на должность начальника 2-го отделения 1-го отдела Управления начальника артиллерии, а в октябре — на должность начальника отдела ПВО штаба Забайкальского военного округа.
В июне 1940 года подполковник Иосиф Федосеевич Короленко был назначен на должность помощника командующего войсками Забайкальского военного округа по ПВО, а в июне 1941 года — на должность командующего Забайкальской зоной ПВО.

### Великая Отечественная война
С началом войны Короленко находился на прежней должности. Соединения и части Забайкальской зоны ПВО осуществляли прикрытие войск, военных и промышленных объектов на территории округа от нападения противника с воздуха.
В мае 1944 года был назначен на должность командира 1-го корпуса ПВО, после чего руководил обеспечением прикрытия Мурманского порта и Кировской железной дорогой.

### Послевоенная карьера
После окончания войны Короленко был назначен на должность командира 100-й дивизии ПВО, в июне 1946 года — на должность начальника штаба — заместителя командующего войсками Дальневосточного округа ПВО, в июле — на должность заместителя командующего зенитной артиллерией по боевой подготовке, в октябре — на должность начальника штаба зенитной артиллерии, в июне 1950 года — на должность начальника Управления боевой подготовки зенитной артиллерии Войск ПВО страны, а в августе 1953 года — на должность начальника Киевского высшего инженерно-радиотехнического училища ПВО.
Генерал-майор артиллерии Иосиф Федосеевич Короленко в марте 1957 года вышел в запас. Умер 21 сентября 1978 года в Киеве.

## Награды
- Орден Ленина;
- Три ордена Красного Знамени;
- Орден Красной Звезды;
- Медали.